# Il dovere di uccidere
Il dovere di uccidere (titolo originale Münsters fall) è un romanzo giallo dello scrittore svedese Håkan Nesser pubblicato in Svezia nel 1998.
È il sesto libro della serie che ha per protagonista il commissario Van Veeteren.
La prima edizione del romanzo è stata pubblicata nell'anno 2017 da Guanda.

## Trama
Waldemar Leverkuhn, un pensionato dalla vita tranquilla, viene accoltellato di notte nel suo letto. L'uomo la sera prima era andato al ristorante a festeggiare una discreta vincita alla lotteria assieme a tre suoi amici. Il sovrintendente Münster della polizia di Maardam assume la responsabilità delle indagini, ma quando le stesse inizieranno a ristagnare, chiederà l'aiuto del commissario Van Veeteren, a riposo a tempo indeterminato e in procinto di andare in pensione. Il commissario, nonostante abbia da poco aperto una libreria antiquaria e sia impegnato nella sua nuova relazione con Ulrike, decide di aiutare il collega, suo fidato braccio destro per molti anni.

## Edizioni
- Håkan Nesser, Il dovere di uccidere, traduzione di Carmen Giorgetti Cima, Guanda, 2017. ISBN 978-88-235-1678-6.
- Håkan Nesser, Il dovere di uccidere, traduzione di Carmen Giorgetti Cima, TEA, 2018. ISBN 978-88-502-5150-6.